# Laurent Mazade
Laurent Mazade est un financier français, né à Montpellier en 1673 et mort à Paris le 24 septembre 1743.

## Biographie
Laurent Mazade était à l’origine d’une illustre famille de fermiers généraux qui, par leurs alliances, firent fortune au cours du XVIIIe siècle. Son père, Étienne Mazade (1641 - 20 octobre 1728, Prieur de la Bourse du Consulat en 1694, premier Consul de Montpellier en 1709, était, depuis 27 octobre 1719, conseiller et secrétaire du roi ainsi que contrôleur en la chancellerie établie à la cour des comptes, aides et finances de sa ville et mourut en charge. 
Mort à l’âge vénérable de 87 ans, Étienne avait eu deux fils et une fille de son mariage, contracté le 2 août 1665 et célébré à la Basilique Notre-Dame des Tables de Montpellier, avec Marthe de Sabatier : 
- Laurent
- Guillaume (1668-1732), seigneur de Saint-Prest, conseiller et secrétaire du roi, Receveur Général des finances à Montpellier, et Fermier Général en 1716.
- Marthe (1676)

Écuyer, Laurent Mazade, entra très tôt dans les offices comme simple commis avant de devenir directeur général en Languedoc et de faire enregistrer ses armes en 1696. Il s'établit ensuite fermier général, poste qu'il occupa de 1716 à 1718 puis de 1721 à sa mort. C'est le 5 août 1715 qu'il épouse Thérèse des Queux (morte le 19 février 1737), fille d’un avocat au Parlement, Pierre Desqueux et de Renée Louise Clech (Originaire de Tréguier, côtes d'Armor). Le contrat de mariage révèle que Laurent était déjà propriétaire de deux maisons à Paris, l’une située rue du Crucifix-Saint-Jacques, l’autre rue Saint-Germain-l’Auxerois. 
Trois enfants naquirent de son union dont, notamment, Marie-Madeleine Mazade (née le 29 mai 1716). En 1727, Laurent Mazade vendit les deux maisons dont il était propriétaire pour la somme de 32 000 livres et acquit l’année suivante de Pierre Dariague, trésorier du duc d’Orléans, une maison à Saint-Cloud pour la somme de 10 000 livres. 
Enfin, il était devenu suffisamment riche en 1736 pour acheter aux héritiers de Louis-Denis Seguin, ancien président de la chambre des comptes, une grande maison située rue Notre-Dame-des-Victoires pour la somme importante de 212 500 livres. La famille Mazade n’y emménagea pas avant avril 1737 et elle s’était installée entre-temps rue de Richelieu. Laurent mourut le 24 septembre 1743, dans son hôtel de la rue Notre-Dame-de-Victoires.
L’inventaire, qui fut dressé à Paris, à Saint-Cloud et à Saint-Prest (près de Chartres) à partir du 15 octobre 1743, révèle, outre la fortune immobilière de Mazade, sa richesse en vaisselle d’argent et en bijoux. 
« De simple commis qu’il étoit, il eut la direction générale de Marseille par son intelligence et son assiduité. […] C’étoit un fort habile homme. Il avoit conservé l’esprit du terroir, & au demeurant bon homme » nous avoue Mouffle d'Angerville.

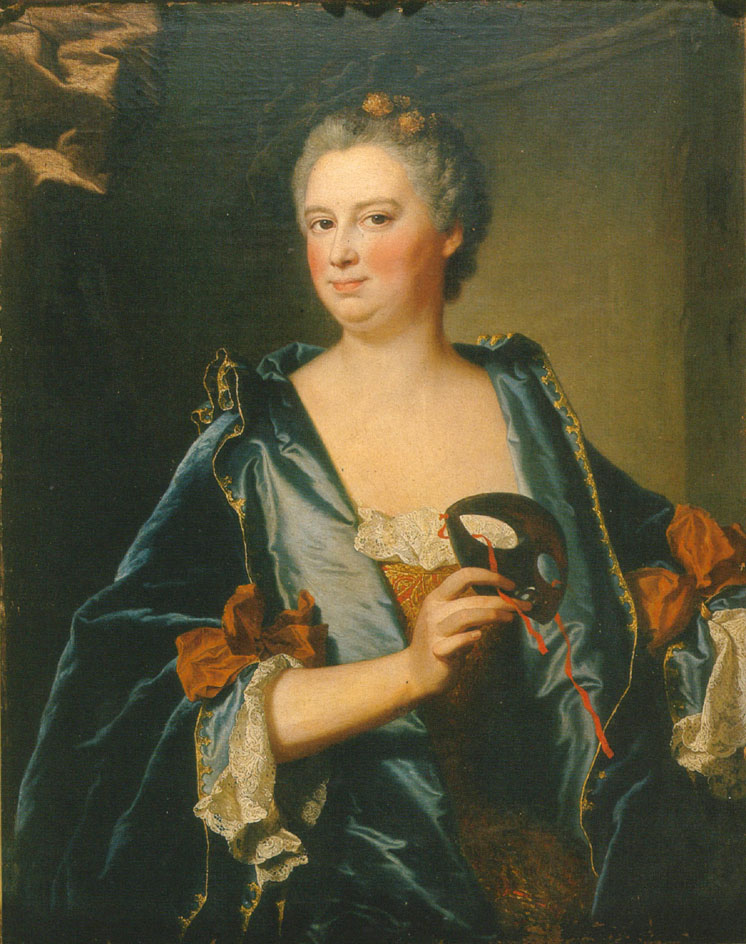
Marie-Madeleine Mazade par Hyacinthe Rigaud - 1734

Laurent Mazade eut trois enfants :
- - Joseph-Laurent de Mazade[5] (20 octobre 1719 – 1750), Seigneur de Bobigny et Fermier général. Sa veuve, Anne-Claude Meyneaud, se remaria au comte de Pons-Saint-Maurice.
  - Henri-Guillaume, né le 10 septembre 1717, conseiller au Parlement et commissaire aux requêtes du palais en 1737, marié, le 9 mars 1738, avec Catherine-Thérèse de Blair de Boisemont. Sa fille, Agnès-Thérèse de Mazade, sera marquise de Chauvelin.
  - Marie-Madeleine de Mazade (28 mai 1716 - 1773), seconde femme d'Antoine Gaspard Grimod de la Reynière, fermier général et aïeul du célèbre gastronome. Elle se remaria à Charles de Masso, marquis de la Ferrière.

## Iconographie
Comme tout bon financier établi à Paris et souhaitant glorifier son statut, Laurent Mazade fit appel, en 1732, à Hyacinthe Rigaud pour peindre son portrait en déboursa pour cela 600 livres ; somme classique pour un buste par l'artiste à cette époque.
Ce tableau est vraisemblablement l’un des deux portraits cités sans nom d’auteur (le deuxième étant un pastel par Coypel) dans l’inventaire après décès de Laurent Mazade, et mentionnés dans une chambre de son hôtel de la rue Notre-Dame-des-Victoires sou le numéro 62 : « le portrait du dit deffunt peint sur toile dans sa bordure de bois doré et l’autre le portrait en pastel de feu Madame de Mazade avec Madame de La Reynière sous glace aussy dans sa bordure de bois doré ils ont été prisés et tirés pour mémoire ». La toile est restée par héritage parmi les descendants du modèle et fut conservé dans la famille depuis ses origines, dans un château des environs de Rennes jusqu'à sa vente à Cheverny.
Qualifié d’entièrement original dans les livres de comptes de l'artiste, l'œuvre, figurant le modèle en buste, « habillé » d'un drapé savant masquant d'éventuelles mains, tendrait à prouver que les portraits reprenant la même attitude lui sont postérieurs, à l'exemple du portrait du fermier général Charles-Claude-Ange Dupleix de Bacquencourt, peint deux ans plus tard.